# Avenue du Général-Clavery
L'avenue du Général-Clavery est une voie du 16e arrondissement de Paris, en France.

## Situation et accès
L'avenue du Général-Clavery est une voie publique située dans le 16e arrondissement de Paris. Elle débute au 1, rue Abel-Ferry et se termine place de l'Abbé-Franz-Stock.

## Origine du nom
Elle porte le nom du général Prosper Charles Amédée Clavery (1870-1928), tué dans un guet-apens par des rebelles dans la région de Colomb-Béchar.

## Historique
Cette voie était précédemment une partie de la rue de la Petite-Arche qui était située sur le territoire de Boulogne-Billancourt avant son annexion à Paris par décret du 3 avril 1925. Elle a pris son nom actuel par arrêté du 21 août 1934.

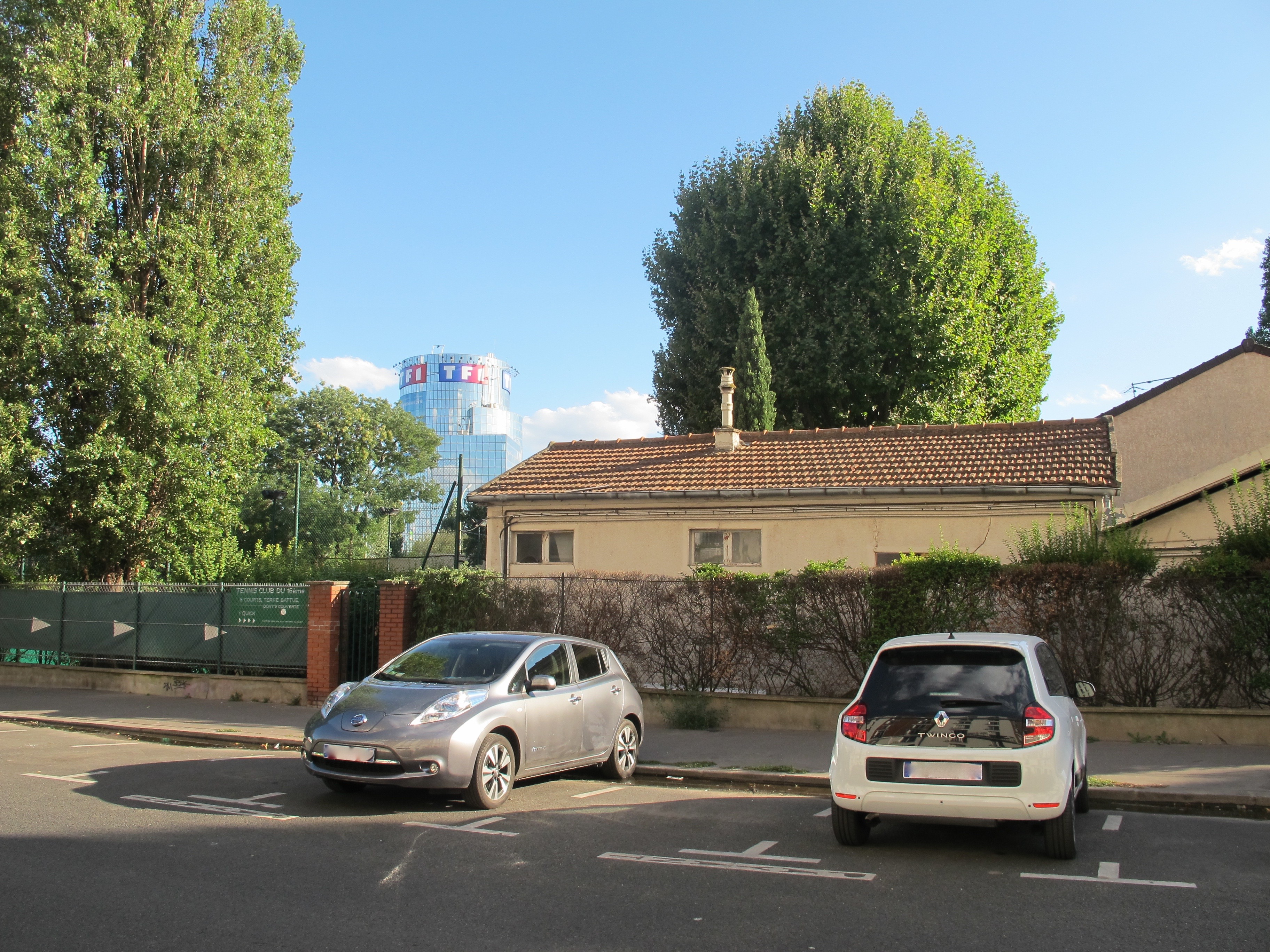
Club de tennis au no 15.